# Kanton Albi-Východ
Kanton Albi-Východ (francouzsky Canton d'Albi-Est) je francouzský kanton v departementu Tarn v regionu Midi-Pyrénées. Tvoří ho dvě obce.

## Obce kantonu
- Albi (východní část)
- Fréjairolles